# Polystichum aquifolium
Polystichum aquifolium là một loài dương xỉ trong họ Dryopteridaceae. Loài này được Underw. & Maxon mô tả khoa học đầu tiên năm 1902.
Danh pháp khoa học của loài này chưa được làm sáng tỏ. 